# 小铁角蕨
小铁角蕨（学名：Asplenium subnormale）为铁角蕨科铁角蕨属下的一个种。

## 扩展阅读
- 維基物種上的相關：小铁角蕨